# Embrasse-la pour moi
Pour plus de détails, voir Fiche technique et Distribution.
Embrasse-la pour moi ou Une sacrée bordée (en Belgique) ou Une blonde dans chaque port (titre original : Kiss Them for Me) est un film américain réalisé par Stanley Donen, sorti en 1957.

## Synopsis
En 1944, durant la Seconde Guerre mondiale, quatre pilotes de l'US Navy, le commandant 'Andy' Crewson, et les lieutenants 'J.G.' McCann, 'Mississip' Hardy et Walter Wallace, sont en convalescence à Honolulu. Grâce à Andy, ils bénéficient d'une permission de quatre jours à San Francisco. Sur place, Walter négocie leur installation dans la grande suite d'un hôtel de luxe, où surgit Alice Kratzner, une blonde sculpturale. Peu après, les quatre hommes, forts de leur statut de « héros de guerre », organisent une réception, durant laquelle ils rencontrent le constructeur naval Eddie Turnbill et sa « fiancée officielle » Gwinneth Livingston.

## Fiche technique
- Titre : Embrasse-la pour moi
- Titres alternatifs : Une sacrée bordée (Belgique), Une blonde dans chaque port
- Titre original : Kiss Them for Me
- Réalisateur : Stanley Donen,
- Assistant-réalisateur : David S. Hall
- Scénario : Julius J. Epstein (crédité Julius Epstein), d'après la pièce Kiss Them for Me de Luther Davis et le roman Shore Leave de Frederic Wakeman
- Photographie : Milton R. Krasner
- Montage : Robert L. Simpson
- Musique : Lionel Newman (song Kiss Them for Me : Paroles de Carroll Coates) et Cyril J. Mockridge (non crédité)
- Son : Frank Moran, Charles Peck
- Direction artistique : Lyle R. Wheeler et Maurice Ransford
- Décors : Walter M. Scott et Stuart A. Reiss
- Costumes : Charles Le Maire
- Producteur : Jerry Wald
- Société de production :  Jerry Wald Productions
- Société de distribution : 20th Century Fox
- Format : Couleur (Technicolor, Color by Deluxe) — 35 mm — 2,35:1 (en CinemaScope) — Stereo (Westrex Recording System)
- Métrage : 2 806 mètres
- Genre : Comédie
- Durée : 105 minutes (1 h 15)
- Dates de sortie : 
  - États-Unis : 10 décembre 1957
  - Royaume-Uni : 19 décembre 1957 (Londres)
  - Japon : 21 décembre 1957
  - France : 26 février 1958

## Distribution
- Cary Grant	: Commandant 'Andy' Crewson
- Jayne Mansfield : Alice Kratzner
- Leif Erickson : Eddie Turnbill
- Suzy Parker : Gwinneth Livingston
- Ray Walston : Lieutenant 'J.G.' McCann
- Larry Blyden : Lieutenant 'Mississip' Hardy
- Nathaniel Frey : CPO Ruddle
- Werner Klemperer : Lieutenant Walter Wallace
- Jack Mullaney : Enseigne Lewis

Et, parmi les acteurs non crédités
- Hal Baylor : Marine au night club
- Harry Carey Jr. : Lieutenant 'Chuck' Roundtree
- John Doucette : Lieutenant de la patrouille côtière
- Kathleen Freeman : Infirmière Wilinski
- Peter Leeds : Journaliste
- Frank Nelson : R.L. Nielson, directeur de l'hôtel